# Manuel Muns i Ferreres
Manuel Muns i Ferreres (Barcelona, 1903 - 1995) va ser un pessebrista català.
Fou fill del també artista pessebrista Vicenç Muns i Jareño (Barcelona, 1880-1970), tot i que aquest darrer s'inicià en l'activitat ja de gran, seguint els passos del seu fill. En Manuel s'inicià en l'ofici de figurinista a l'Escola de Belles Arts de Barcelona, i amplià la formació fent d'aprenent de Martí Castells i Martí, des del 1917 fins al 1926. Després d'un temps d'elaborar figures pròpies, que venia amb la signatura paterna, el 1937 s'establí per compte propi al carrer Vallespir de Barcelona. Per bé que modelà figures populars catalanes, les seves creacions seguien majoritàriament l'estil hebraic, continuant la tendència de l'escultor i pessebrista Domènec Talarn i Ribot. Obres seves es poden veure en diversos museus de Catalunya, com al d'Arenys de Mar, Sitges, i en diverses col·leccions particulars.
Tingué una forta vinculació amb Sitges, població on es conserva bona part de la seva obra en col·leccions particulars, per a la qual feu una estela de pedra amb medalló per a una escultura de Juan Gallego Sáez (Baeza, 1934 - Sitges, 1993), un plafó de bronze per al monument al pintor Emili Grau i Sala, i els medallons d'un monòlit a G.K.Chesterton i el d'un altre en bronze representant Mariona Rebull per un monument dedicat a Ignasi Agustí, ambdós del 1976. Seva és també la col·lecció de tabernacles en miniatura dels Misteris de Pasqua conservats a l'Ermita del Vinyet. Des de fa alguns anys i fins al present (2020), l'ajuntament de Sitges exposa per Nadal un pessebre amb figures de grans dimensions obra de Manuel Muns.
El succeí en el taller el seu fill adoptiu Andreu Muns i Fernàndez (Vélez Rubio, 1939 - Barcelona, 26 de març del 2004), que estudià a l'Escola de Llotja de Barcelona, i es dedicà preferentment a la temàtica popular catalana. En morir, s'estroncà la dinastia de pessebristes Muns